# Luck (film, 2022)
Pour les articles homonymes, voir Luck.
Pour plus de détails, voir Fiche technique et Distribution.
Luck, ou Coup de chance au Québec, est un film d'animation en images de synthèse américain réalisé par Peggy Holmes. Le film est sorti le 5 août 2022 sur Apple TV+.
Le film suit Sam Greenfield qui est la personne la plus malchanceuse du monde. Un soir, elle découvre une pièce de monnaie qui lui permet d'avoir de la chance mais elle la perd aux toilettes. Elle suit alors le chat noir à qui la pièce appartient et qui est une sorte de pass pour voyager. Lorsqu’elle découvre pour la première fois la Terre de la Chance, Sam se lance dans une aventure pour apporter un peu de chance à sa meilleure amie. Mais les humains étant interdits dans ce monde magique, le seul espoir de Sam est de faire équipe avec des créatures qui y vivent.
Le film a subi de nombreux changements au cours de la production, tels que les réécritures, les réalisateurs et la date de sortie. La production a été réalisée à distance pendant la pandémie de COVID-19.
Luck a été présenté pour la première fois à Madrid le 2 août 2022 et est sorti sur Apple TV+ et dans certains cinémas aux États-Unis le 5 août. Le film a reçu des critiques mitigées de la part des critiques, avec des éloges pour le doublage, la musique et l'animation, mais des critiques pour la construction du monde et l'intrigue.

## Synopsis
Sam Greenfield est une jeune femme maladroite et orpheline dont la vie a été constamment en proie à des malchances et a récemment été forcée de quitter sa famille d'accueil, au grand dam de sa plus jeune amie Hazel, qui espère être bientôt adoptée. Un soir, après avoir partagé un panini avec un chat noir, elle trouve une pièce qu'elle espère donner à Hazel pour sa collection d'autres articles chanceux pour l'aider à être adoptée. Le lendemain, Sam remarque que la pièce porte chance en voyant les changements de sa routine. Cependant, elle perd rapidement le sou en le jetant par inadvertance dans les toilettes.
Alors que Sam déplore son erreur, elle rencontre à nouveau le chat et lui raconte ce qui s'est passé puis le chat révèle qu’il sait parler et que la perte de la pièce le contrarie. Choqué, Sam suit le chat à travers un portail vers le pays de la chance, où des créatures comme les lutins créent de la chance pour les gens sur Terre et qui est gérer par la dragonne Babe. Le chat, nommé Bob, dit à Sam qu'il a besoin de la pièce pour voyager et qu'il sera transféré à la terre de malchance si l'on apprend qu'il l'a perdu. Bob et Sam concluent un accord pour obtenir un autre sou au dépôt pièces pour que Hazel puisse se faire adopter avant de le rendre à Bob. Bob utilise un bouton de Sam pour passer pour un sou pendant qu'elle se faufile dans le pays de la chance en utilisant des vêtements appartenant au lutin personnel de Bob, Gerry. Tout au long du voyage, Sam vient à apprendre comment la chance est gérée par un dragon, et cette malchance est gérée sous la terre de la chance.
À la suite d'une catastrophe au dépôt de pièce qui amène Gerry à apprendre l'identité de Sam, Gerry utilise un drone pour récupérer le sou manquant sur Terre, mais le drone se perd dans l’entre 2, un espace entre les terres de chance et de la malchance. Sam et Bob vont à l’entre 2, qui est géré par une licorne nommée Jeff. Jeff gère les poussières malchance qui traîne pour les jeter dans un tube qui mène à une machine appelée le générateur de hasard, qui sert à envoyer à la fois la bonne et la mal chance sur Terre. Jeff dit à la paire qu'il a trouvé le sou et qu'il l'a rendu au dépôt. Non découragé, Sam décide de rendre visite à Babe dans l'espoir d'obtenir une autre pièce. La dragonne partage un moment avec Sam en lui disant à quel point les choses seraient meilleures si tout le monde avait de la chance avant de lui donner la pièce. Mais Sam sacrifie son sou après que Bob ait été pris pour avoir falsifié sa pièce de voyage pour l'épargner du transfert.
Voulant toujours aider Hazel, Sam et Bob décident d'arrêter temporairement l'appareil de malchance pour empêcher la malchance d'aller au générateur de hasard et ainsi donner une chance à Hazel de se faire adoptée. Cependant, le tuyau se remplit trop de poussière de malchance au point d’exploser et se répandre dans la terre de chance même au générateur de hasard, détruisant ainsi la pierres de chance et de malchance, ce qui qui apporte également de la malchance sur Terre. Voyant Hazel n'a pas été adoptée à cause de cela, apprenant que Bob est en fait un chat anglais malchanceux et ayant été découvert en tant qu'humain, Sam se cache seul en plein remords. Bob s'excuse et dit à Sam que Hazel est la fille la plus chanceuse d'avoir eu Sam à ses côtés. Sam se rend compte que les choses peuvent être réparées parce qu'elle se souvient d'avoir vu un peu de chance dans le pays de la malchance alors qu'elle se rendait à l’entre 2.
De retour dans à la terre de malchance, ils le trouvent dans un bar tiki où le barman, un monstre racine nommé Rootie, qui est un vieil ami de Bob, leur donne un pot de bonne chance qu'ils ont utilisé. Ils l'emmènent à Babe pour forger de nouvelles pierres de bonne et de mal chance. Cependant, Babe crée une pierre de malchance mais deux pierres de bonne chance, voulant créer un monde avec seulement de la chance. Avant qu'elle ne puisse les placer, Sam explique à Babe que les gens ont besoin de malchance autant que de bonne chance. Réalisant son erreur, elle permet à Sam de placer la pierre de la malchance, et la bonne chance est ramenée à la normale, où Sam voit Hazel finalement être adoptée par une nouvelle famille. Bob se voit offrir de garder son emploi au pays de la chance, mais décide qu'il veut vivre avec Sam.
Un an plus tard, de retour sur Terre, la famille de Hazel passe du temps avec Sam et Bob tout en acceptant leur malchance.

## Fiche technique
Sauf indication contraire, les informations mentionnées dans cette section peuvent être confirmées par la base de données cinématographiques IMDb,  présente dans la section « Liens externes ».
- Titre original et français : Luck
- Titre québécois : Coup de chance
- Réalisation : Peggy Holmes
- Scénario : Kiel Murray, Jonathan Aibel et Glenn Berger
- Production : David Eisenmann et Dana Goldberg
- Production exécutif : John Lasseter
- Production déléguée : David Ellison
- Musique : John Debney
- Sociétés de production : Apple Original Films et Skydance Animation
- Société de distribution : Apple TV+
- Pays de production :  États-Unis
- Langue originale : anglais
- Format : couleur
- Durée : 105 minutes
- Genres : animation et aventure
- Dates de sortie :
  - Monde : 5 août 2022 sur Apple TV+ (première le 2 août 2022 à Madrid)

## Distribution

### Voix originales
- Eva Noblezada : Sam
- Simon Pegg : Bob
- Jane Fonda : Babe, le dragon
- Whoopi Goldberg : Le capitaine
- Flula Borg : Jeff, l'unicorne
- Lil Rel Howery : Marvin
- Colin O'Donoghue : Gerry
- John Ratzenberger : Rootie
- Grey DeLisle : Mme Rivera et le chef de Penny Depot
- Kwaku Fortune : Gael
- Adelynn Spoon : Hazel
- Kari Wahlgren : la mère adoptive de Hazel
- Nick Thurston : le père adoptif de Hazel
- Chris Edgerly : un lapin
- Moe Irvin : Phil, le cochon
- Fred Tatasciore : Quinn et Fred

### Voix françaises
- Louane : Sam
- Pauline Larrieu : Babe
- Cédric Dumond : Bob le chat
- Maïk Darah : la capitaine
- Jean-Baptiste Anoumon : Marvin
- Xavier Fagnon : Jeff
- Donald Reignoux : Gerry
- Emmanuel Curtil : Rootie
- Kaycie Chase : Hazel
- Nathalie Homs : Mme Rivera
- Benjamin Bollen : Quinn
- Sébastien Desjours : Gaël